# All the Way (téléfilm)
Ne doit pas être confondu avec All the Way.
Pour plus de détails, voir Fiche technique et Distribution.
All the Way est un téléfilm américain coproduit et réalisé par Jay Roach, diffusé en 2016. Il s'agit de l'adaptation de la pièce de théâtre du même titre (en) de Robert Schenkkan (en) (2012), sur Lyndon B. Johnson, trente-sixième Président des États-Unis.
All the Way, littéralement « Jusqu'au bout », est le slogan de campagne de Lyndon B. Johnson pour l'élection présidentielle de 1964.

## Synopsis
Après l'assassinat de John F. Kennedy, Lyndon B. Johnson devient le 36e Président des États-Unis le 22 novembre 1963. Sa première année passée à la Maison-Blanche est mouvementée : la guerre du Viêt Nam, les accords sur les droits civiques, la guerre contre la pauvreté, , etc.

## Fiche technique
Sauf indication contraire, les informations mentionnées dans cette section peuvent être confirmées par la base de données cinématographiques IMDb,  présente dans la section « Liens externes ».
- Titre original, français et québécois : All the Way
- Réalisation : Jay Roach
- Scénario : Robert Schenkkan (en), d'après sa pièce de théâtre All the Way
- Musique : James Newton Howard
- Direction artistique : Christopher Tandon
- Décors : Mark Ricker
- Costumes : Daniel Orlandi
- Photographie : Jim Denault
- Montage : Carol Littleton
- Production : Scott Ferguson et Jeffrey Richards

Production déléguée : Bryan Cranston, Justin Falvey, Darryl Frank, Jay Roach, Robert Schenkkan et Steven Spielberg
coproduction déléguée : James Degus et Michelle Graham,
- Sociétés de production : HBO Films, Amblin Television Production, Tale Told Productions, Moon Shot Entertainment et Everyman Pictures
- Société de distribution : HBO (États-Unis)
- Budget : n/a
- Pays d'origine :  États-Unis
- Langue originale : anglais
- Format : couleur - 16/9 HD - son Dolby Digital
- Genre : biographie, drame, politique
- Durée : 132 minutes
- Dates de sortie[1] :
  - États-Unis : 21 mai 2016 sur HBO (première diffusion mondiale)
  - France : 11 juillet 2018 sur OCS

## Distribution

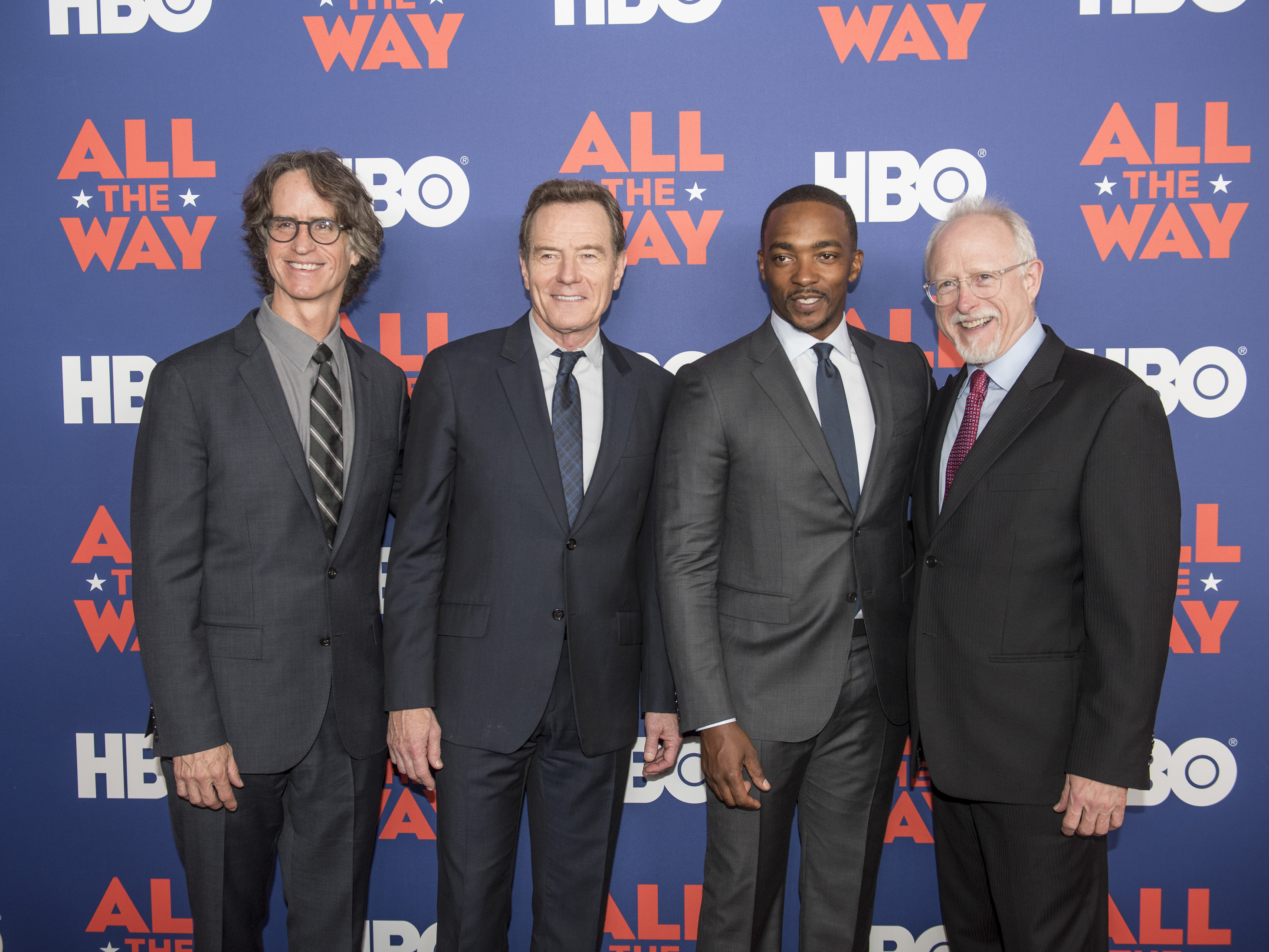
Le scénariste Robert Schenkkan et le réalisateur Jay Roach entourent les acteurs principaux Bryan Cranston et Anthony Mackie à la première du film, en mai 2016.

Sauf indication contraire, les informations mentionnées dans cette section peuvent être confirmées par la base de données cinématographiques IMDb,  présente dans la section « Liens externes ».
- Bryan Cranston (VF : Jean-Louis Faure) : le président Lyndon B. Johnson
- Anthony Mackie (VF : Namakan Koné) : Dr Martin Luther King, Jr.
- Melissa Leo (VF : Sylvie Feit) : Lady Bird Johnson
- Frank Langella (VF : François Marthouret) : le sénateur Richard Brevard Russell, Jr.
- Bradley Whitford (VF : Jacques Bouanich) : le sénateur Hubert Humphrey
- Stephen Root (VF : Gabriel Le Doze) : J. Edgar Hoover
- Todd Weeks (VF : Bernard Métraux) : Walter Jenkins (en)
- Ray Wise : le sénateur Everett Dirksen
- Ken Jenkins : le juge Howard W. Smith (en)
- Dohn Norwood (VF : Christophe Peyroux) : Ralph Abernathy
- Mo McRae (VF : Rody Benghezala) : Stokely Carmichael
- Marque Richardson (en) : Bob Moses (en)
- Aisha Hinds : Fannie Lou Hamer
- Joe Morton (VF : Thierry Desroses) : Roy Wilkins
- Eric Pumphrey (VF : Jean-Paul Pitolin) : Dave Dennis
- Tim True (VF : Michel Laroussi) : Cartha « Deke » DeLoach (en)
- Bo Foxworth (VF : Michel Dodane) : Robert McNamara
- Jeff Doucette (VF : Michel Voletti) : le sénateur James « Jim » Eastland
- Hilary Ward : Coretta Scott King
- Spencer Garrett : Walter Reuther
- Randy Oglesby (en) (VF : Michel Laroussi) : le sénateur Strom Thurmond
- Ned Van Zandt (VF : Philippe Ariotti) : le sénateur J. William Fulbright
- Bruce Nozick (VF : Marc Perez) : Stanley Levison (en)
- Samantha Bogach (VF : Nadine Girard) : Luci Baines Johnson (en), fille du président
- Stoney Westmoreland (VF : Patrice Baudrier) : le député James Corman
- Matthew Glave (VF : Mathieu Buscatto) : le gouverneur Carl Sanders
- Toby Huss (VF : Hervé Jolly) : le gouverneur Paul B. Johnson, Jr.

 Source et légende : version française (VF) sur RS Doublage et selon le carton du doublage français.

## Production

### Genèse et développement
En juillet 2014, on annonce que HBO Films a acquis des droits d'adaptation de la pièce de théâtre All the Way de Robert Schenkkan (en) qui sera également scénariste pour le film et que le producteur Steven Spielberg en est producteur délégué. Ces derniers approuvent que le scénario sera différent de celui de la pièce : « Quand Steven Spielberg, Bryan Cranston et moi avions échangé des idées à HBO Films, ce que j'avais dit à cette époque : « Écoutez, je n'ai aucun problème avec l'adaptation de la pièce. Ce que je veux vraiment faire, cinématographiquement c'est réinventer l'écriture de l'histoire ». Tout le monde était tous là-dedans. Évidemment, ce sera la même histoire avec les mêmes personnages - mais pas tous. J'ai beaucoup réfléchi à comment je pourrais mieux rapporter cette histoire à l'écran ,vu que je ne connaissais rien au cinéma et que ce n'était pas ma boîte à outils par rapport à ce que je faisais sur scène », raconte Robert Schenkkan.
Le 7 mars 2015, on annonce que Jay Roach est le réalisateur.

### Attribution des rôles
En juillet 2014, L'acteur Bryan Cranston reprend le rôle du président Lyndon B. Johnson.
Le 30 juin 2015, Anthony Mackie est engagé à interpréter le rôle du docteur Martin Luther King, Jr.. Le 2 juillet, Melissa Leo est également engagée à être l'épouse du président, Lady Bird Johnson. Le 8 juillet, Stephen Root et Marque Richardson (en) se voient en J. Edgar Hoover et Bob Moses (en). Le 23 juillet, Bradley Whitford est Hubert Humphrey, ainsi que Aisha Hinds, Spencer Garrett, Todd Weeks et Mo McRae incarnent Fannie Lou Hamer, Walter Reuther, Walter Jenkins et Stokely Carmichael. Le 28 juillet, Frank Langella est le sénateur Richard Brevard Russell, Jr.. Le 18 septembre, Bruce Nozick est Stanley Levison (en). Le 29 septembre, Ned Van Zandt est J. William Fulbright.

### Tournage
Le tournage débute le 13 août 2015.